# Lomtjärnen (Idre socken, Dalarna, 687260-131966)
Lomtjärnen är en sjö i Älvdalens kommun i Dalarna och ingår i Dalälvens huvudavrinningsområde.